# 경사지향 히스토그램
경사지향 히스토그램(Histogram of oriented gradients, HOG)은 객체 탐지에서 쓰이는 기법이다. 이미지의 1차 미분을 이용해서 윤곽선과 윤곽선에 수직한 방향으로 밝기를 1차 미분한 경사도(gradient)를 계산하고 국소적인 영역에서 추출된 특징들을 윤곽선의 방향과 gradient에 따라 히스토그램에 배분한다. 이렇게 얻어진 히스토그램 벡터를 이미지의 특징(feature)으로 사용하는 기법이다.

## 같이 보기
- 보행자 검출
- 척도 불변 특징 변환